# Ulrich Gabler
Ulrich Gabler (* 1. Oktober 1913 in Berlin; † 24. Februar 1994 in Lübeck) war ein deutscher Schiffbauingenieur, der sich auf die Konstruktion und Entwicklung dieselgetriebener U-Boote spezialisiert hatte.

## Leben

### Ausbildung
Ulrich Gabler wuchs als Sohn des Direktors des Oldenburger Alten Gymnasiums Carl Gabler (1880–1960) in Oldenburg auf, wo er 1932 die Reifeprüfung ablegte. Er studierte Maschinenbau und Schiffbau an der Technischen Hochschule Charlottenburg und trat der Akademischen Liedertafel im Sondershäuser Verband bei. 1938 wurde er als Diplom-Ingenieur Mitarbeiter des Lübecker Ingenieurkontors für Schiffbau.

### Zweiter Weltkrieg
Mit Beginn des Zweiten Weltkriegs meldete sich der Leutnant (Ing.) der Reserve bei der U-Boot-Waffe der Kriegsmarine aktiv und wurde nach kurzer Ausbildung Leitender Ingenieur auf U 121, einem reinen Schulungs-U-Boot, und auf dem Frontboot U 564, das im Nordatlantik eingesetzt wurde.
Nach einer Zwischenstation 1942 als Oberleutnant (Ing.) in der Ausbildungseinheit in Pillau wurde er 1943 für die U-Boot-Konstruktion in Kiel vom Dienst bei der Kriegsmarine freigestellt. Er wirkte als Konstrukteur und Entwickler an den U-Booten der Klassen XXII, XVII A und XXVI mit. Dabei ging es um die Ausstattung dieser Boote mit der sogenannten Walter-Turbine. Ab 1944 arbeitete Gabler im U-Bootkonstruktionsbüro Ingenieurbüro Glückauf in Blankenburg (Harz), wo unter Marinebaudirektor Karl Fischer die Entwicklung des Walter-U-Bootes vom Typ XXVI stattfand. Dieses mittelgroße U-Boot wurde mit dem Ziel, anstelle des Elektroantriebs mittels eines Schnorchels mit dem Dieselantrieb auf Sehrohrtiefe getaucht fahren zu können, entwickelt. Gabler war inzwischen Kapitänleutnant (Ing.) und als Hauptabteilungsleiter in Blankenburg auch für die Entwicklung des Kleinst-U-Bootes Delphin zuständig, von dem bis Kriegsende nur drei Prototypen gebaut wurden. Von den in Blankenburg geplanten XXVI-Booten wurde bis Kriegsende keines mehr verwendungsfähig hergestellt. Anfang 1945 wurde Gabler mit Abschluss der Aufgaben in Blankenburg als Flottillen-Ingenieur nach Wilhelmshaven befohlen, um die dort aus Ostpreußen eingetroffenen Schul-Boote aus Pillau und Memel für den Einsatz als Frontboote umzurüsten.

### Nachkriegszeit, Ingenieurkontor Lübeck (IKL)
Noch 1945 kehrte Gabler zum Ingenieurkontor nach Lübeck zurück. Dieses gehörte zum Kruppkonzern und wurde von der Besatzungsmacht aufgelöst. Er gründete 1949 zusammen mit Fritz Ebschner die Travewerft Ebschner & Gabler, die 1958 schloss. Gabler und Ebschner machten sich danach im selben Aufgabenbereich selbständig und gründeten das Ingenieurkontor Lübeck (IKL). Das IKL wurde ab 1958 mit der Wiederaufrüstung mit den alten Kenntnissen in der Entwicklung von U-Booten für die Bundesrepublik Deutschland und andere Auftraggeber tätig. Als deutscher Marktführer in diesem Bereich entwickelte das IKL unter Führung von Gabler und Christoph Aschmoneit alle Nachkriegsklassen der konventionellen U-Boote der Bundesmarine. Die U-Boot-Klasse 209 war ein Exporterfolg der deutschen Werftindustrie. Gabler wurde 1958 Lehrbeauftragter für „Sonderschiffbau“ (Marineschiffbau) der Universität Hamburg und von dieser 1963 zum Honorarprofessor ernannt. 1978 trat er in den Ruhestand. Das IKL wurde 1994 von der Howaldtswerke-Deutsche Werft in Kiel übernommen.

### Ulrich-Gabler-Stiftung und Ulrich-Gabler-Haus
Der Verkaufserlös aus der Veräußerung seiner IKL-Anteile floss an eine gemeinnützige Stiftung, die Ulrich Gabler schon zu Lebzeiten errichtete, ebenso sein Nachlass.

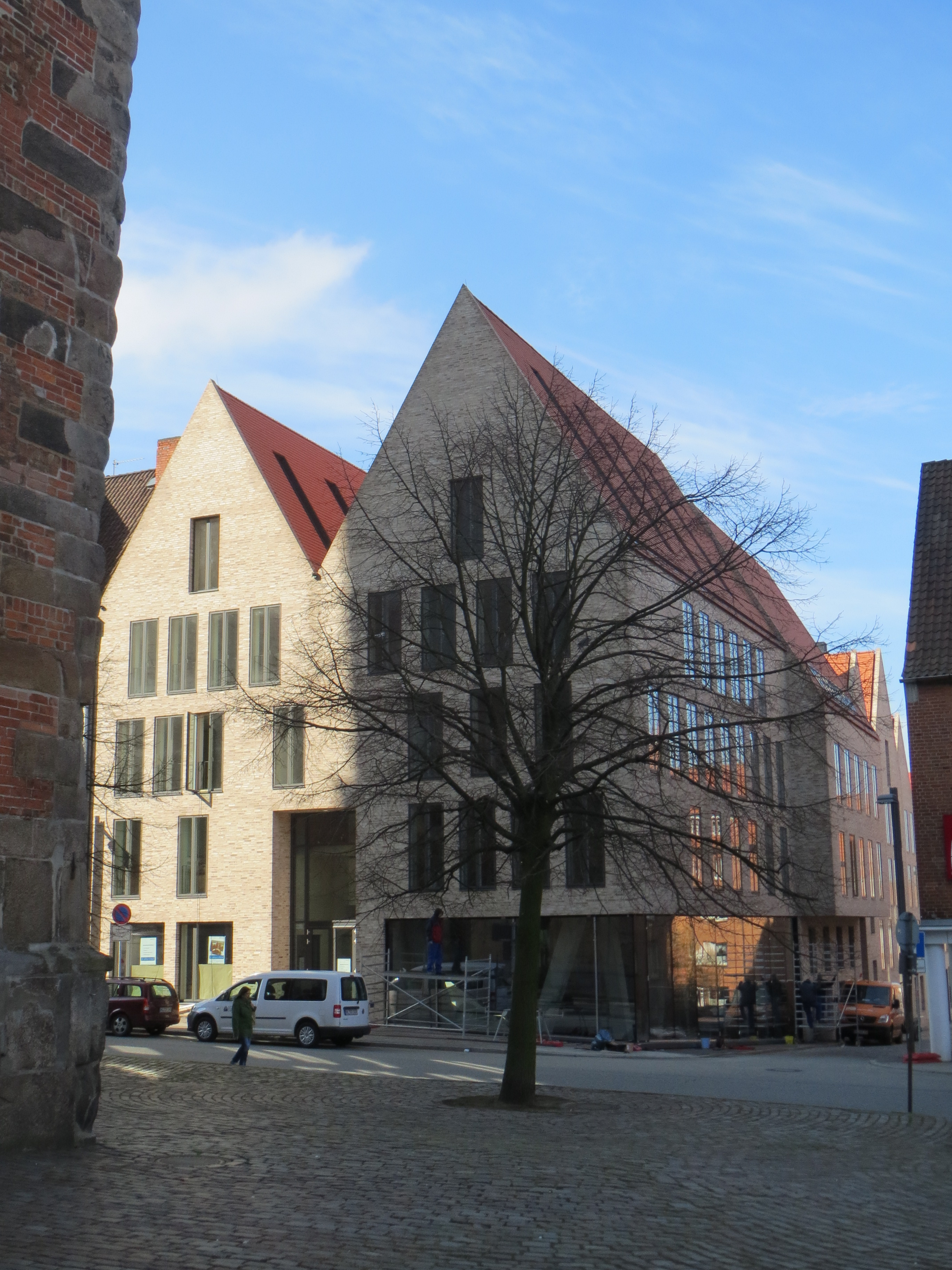
Ulrich-Gabler-Haus (2014)

Die Stiftung errichtete das 2014 fertiggestellte Ulrich-Gabler-Haus an der Ecke Schüsselbuden und Alfstraße westlich der Lübecker Marienkirche. Das Haus dient der Behinderteneinrichtung Vorwerker Diakonie (mittlerweile Diakonie Nord-Nord-Ost), mit der Gabler lange verbunden war, mit Café, Laden, Weberei, Töpferei, verschiedenen Werkstätten, Kommunikationszentrum, Schule für Heilpädagogik und Büros; als gesonderte Einheit enthält es Büroräume der Polizei. Der Bau der Architekten Konermann Siegmund erhielt den Otto-Borst-Preis 2014 für Stadterneuerung in der Kategorie Einzelobjekte, den BDA-Preis Schleswig-Holstein 2015, war auf der Shortlist zum BDA-Architekturpreis Nike und wurde beim Deutschen Architekturpreis 2015 mit einer Auszeichnung versehen. Die Klinker für die historisch anmutende Fassade sind im Wasserstrichverfahren hergestellt, um eine ortsspezifische Optik zu gewährleisten.

## Auszeichnungen
- Eisernes Kreuz, II. und I. Klasse
- Kriegsverdienstkreuz 1. Klasse mit Schwertern
- Deutsches Kreuz in Gold (15. Oktober 1942)

## Schriften
- Unterseebootbau. Bernard und Graefe, Koblenz, 4., überarbeitete und erweiterte Auflage 1997, ISBN 3-7637-5958-1.